# Giacomo Torelli

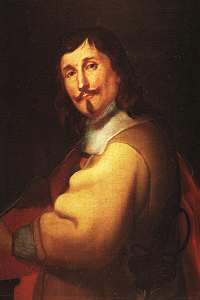
Giacomo Torelli

Giacomo Torelli (Pseudonym: Giulio del Colle; * 1604/1608 in Fano; † 1678 ebenda) war ein italienischer Maler, Architekt und Bühnenbildner (Quadraturmalerei) des Barock. Er gilt als einer der Haupterfinder der Bühnenmaschinerie dieser Epoche.

## Leben

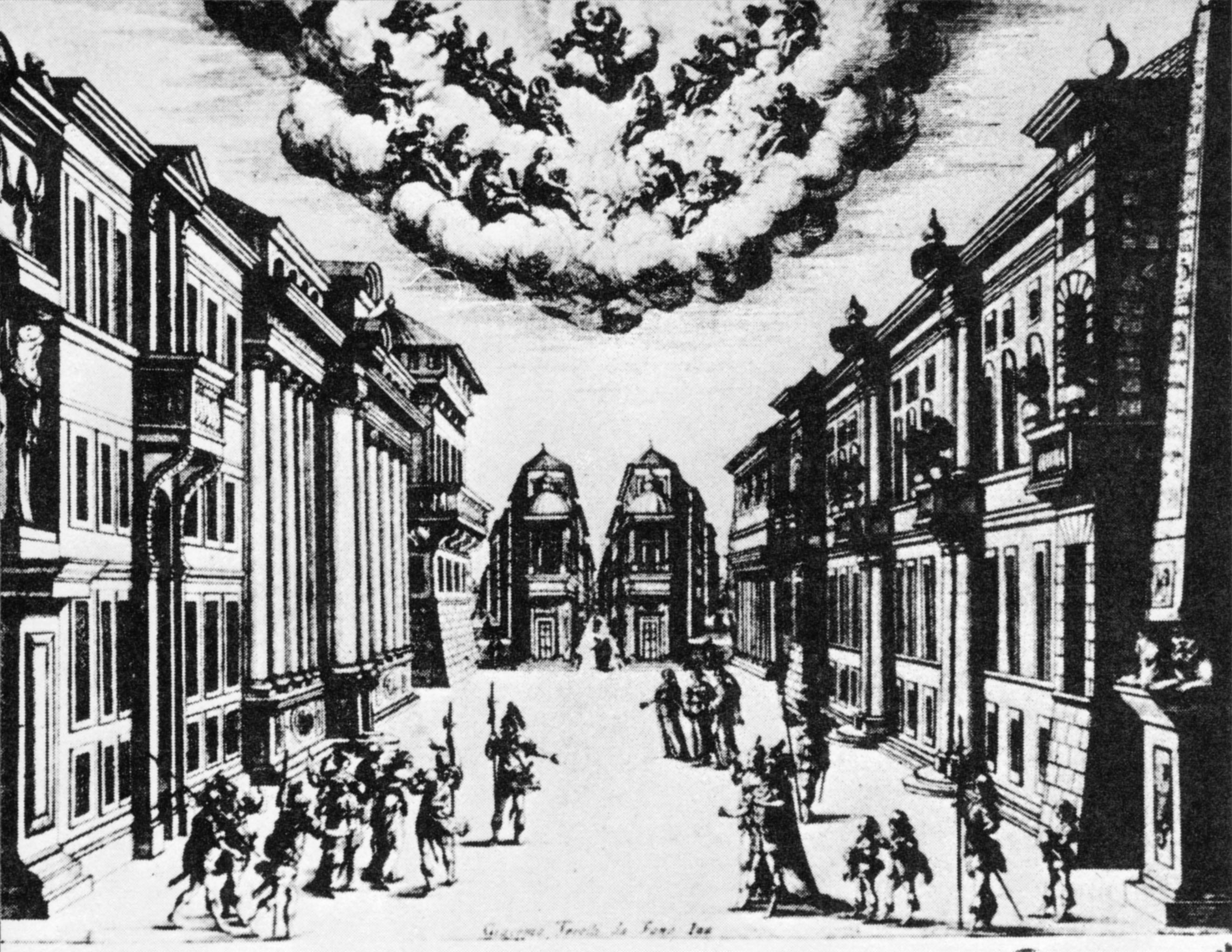
Bühnenbild für La finta pazza (Paris 1645)

Giacomo Torelli erfand Bühnenwagen unter der Bühne, die mit Seilen und Flaschenzug verbunden waren. Man schrieb ihm die Erfindung eines Systems aus Gegengewichten und Hebeln zu, mit dem sich auf einen Schlag ein Szenenwechsel vollführen ließ, bedient von einer einzigen Person. Dabei half ihm seine Erfahrung als Schiffsarchitekt in Venedig, da viele der Bühnenmaschinen grundlegende Techniken der Segelschifffahrt verwendeten.
Torelli stammte aus adliger Familie in Fano und war gebildet. Erste Theatererfahrung sammelte er in Aufführungen in Palästen von Adelsfamilien in Fano und wirkte dann in den Provinzen Pesaro und Urbino. Ab 1641 war er als Marineingenieur in Venedig im Arsenal. Er übernahm auf Anfrage die Aufgabe, für das Teatro Novissimo in Venedig die Bühnenmaschinerie zu bauen, was seinen Ruf dank spektakulärer Aufführungen begründete. Unter anderem wirkte er in Opern von Francesco Cavalli und 1641 an der Oper La finta pazza von Francesco Sacrati. In der Karnevalssaison 1644 wirkte er am benachbarten Teatro Santi Giovanni e Paolo.
Nach dem Tod des französischen Königs Ludwig XIII. 1643 entwickelte sich unter dem regierenden Minister Kardinal Mazarin in Paris ein reges Kommen und Gehen italienischer Künstler, im Umfeld der Königin Anna von Österreich häuften sich die von jenen dargebotenen Konzerte. Bei Mazarin keimte die Idee der Aufführung einer Oper und der erste Schritt zur Verwirklichung war die Abwerbung des bekannten Bühnenbildners Torelli vom Herzog von Parma. So erfolgreich war er 1645 beim ersten Mal, dass man, da die Erinnerung unbedingt erhalten bleiben sollte, die Bühnenbilder der Oper La finta pazza wie aufgeführt im Theater Petit-Bourbon in Stichen festhielt. Seine Maschinen, die Darsteller schweben ließen, verhalfen ihm zum Beinamen „Grand Sorcier“ (großer Hexenmeister).
Unglücklich verlief sein Zusammenwirken mit dem jungen König Ludwig XIV.: Als jener 1653 im Ballet de la Nuit tanzte, fing das Tuch eines Gemäldes Feuer, und im Folgejahr starb bei Nozze di Peleo e di Theti ein Bühnenarbeiter, als er unweit des Königs vom Gerüst auf die Bühne stürzte. Bei Divertissements mit Ludwigs Mitwirkung verzichtete man daraufhin auf Torellis Dienste. Obwohl Torelli als überempfindlich und despotisch galt, der italienischen Komödiantentruppe, die La finta pazza auf der Bühne präsentierte, Verachtung entgegenbrachte, es sich mit dem Abbé Buti und Colbert verdorben hatte, wollte Mazarin ihn beim 1659 begonnenen Projekt des Baus des Théâtre des Tuileries wenigstens mit einer kleinen Sache beteiligen. Torelli aber weigerte sich, mit dem von Mazarin bestellten Architekten Gaspare Vigarani zusammenzuarbeiten, und bald zirkulierte ein vierseitiger, ihm zugeschriebener Text Riflessione sopra la fabbrica del nuovo teatro. Mit Aufträgen vom französischen Hof brauchte er nun nicht mehr zu rechnen, er fand Arbeit bei Nicolas Fouquet, doch nach dessen Verhaftung erfolgte an Torelli die Bitte, das Land für immer zu verlassen.
1677 war die Bühnendekoration zu Il Trionfo della continenza seine letzte Arbeit am von ihm errichteten Teatro della Fortuna in seinem Geburtsort Fano, wo er zuletzt lebte.

## Werke
- Scene e machine preparate alle Nozze di Teti, balletto reale, representato nella sala del piccolo Borbone et da Giacomo Torelli inventore, dedicate all’Eminentissimo Prencipe Cardinal Mazzarino. Paris 1654